# Perdita hidalgoensis
Perdita hidalgoensis är en biart som beskrevs av Timberlake 1968. Perdita hidalgoensis ingår i släktet Perdita och familjen grävbin. Inga underarter finns listade i Catalogue of Life.